# Aerocirco
Aerocirco es una banda de rock de Florianópolis. Se formó a principios y lanzó su primer CD en 2003. 
Está formado por Fabio Della (vocal, guitarra) Mauricio Peixoto (guitarra rítmica), Rafael Lang (bajo) y Henry Miller (batería).
Es parte del escenario alternativo de Florianópolis y, más recientemente, la expansión en todo Brasil. En el contexto del rock, la banda sigue el indie rock principalmente. 
En 2010 la banda tocó en el festival Aerocirco Planeta Atlantis en Florianópolis. El grupo pasó por un hiatus indefinido, y su página oficial se encontró en mantenimiento por razones desconocidas.
El grupo regresó en 2013, por el momento sólo se presenta en conciertos y no se sabe si el grupo sacará un nuevo álbum o proyecto musical.

## Discografía

### Álbumes de estudio
- 2003: "Aerocirco"
- 2005: "O som das paredes"
- 2007: "Liquidificador"
- 2010: "Invisivelmente"

### Compilaciones
- 2008: "Ao vivo na célula"
- 2009: "Beatles 69, Vol. 02 - O Outro Lado Da Abbey Road"